# Colaspoides thailandicus
Colaspoides thailandicus es un coleóptero de la familia Chrysomelidae.
Fue descrita científicamente en 1982 por Kimoto & Gressitt.